# Liste des conseillers généraux des Ardennes
Pour un article plus général, voir Conseil général des Ardennes.

## Conseil général des Ardennes avant 1833
(date à laquelle chaque conseiller général est rattaché à un canton):
- M. Amstein, docteur en médecine à Mézières.
- Baron Béchet de Léocour, maréchal-de-camp en réserve et maire de Remilly.
- M. Boucher-Grimblot, fabricant de clous à Charleville (Secrétaire).
- M. Boyer de Sugny, lieutenant de louveterie, maire de Chooz.
- M. Cunin-Gridaine, manufacturier à Sedan (Président)
- M. Desrousseaux, entrepreneur de la manufacture royale d'armes de Charleville.
- M. Fournival, manufacturier à Rethel.
- Comte de Jaubert, maire de Mézières.
- M. La Brosse-Béchet, marchand de laine à Sedan.
- M. Leroy, notaire à Château-Porcien.
- Baron Nicolas, maréchal-de-camp, commandant la subdivision des Ardennes à Mézières.
- M. Pauffin-Tiercelet, président honoraire du Tribunal civil de Rethel.
- M. Pinsart, juge de paix à Saulces-Champenoise.
- M. Regnault de Montgon, propriétaire à Harricourt.
- M. Robert, notaire à Voncq.
- Chevalier de Robert du Châtelet, juge de paix à Rocroi.

## Composition du conseil général des Ardennes (37 sièges)
| Parti                                | Sigle | Élus |
| ------------------------------------ | ----- | ---- |
| Opposition (14 sièges)               |       |      |
| Parti socialiste                     | PS    | 10   |
| Divers gauche                        | DVG   | 4    |
| Majorité (21 sièges)                 |       |      |
| Union des démocrates et indépendants | UDI   | 2    |
| Divers droite                        | DVD   | 4    |
| Union pour un mouvement populaire    | UMP   | 15   |
| Divers (2 sièges)                    |       |      |
| Sans étiquette                       | SE    | 2    |
| Président du Conseil Général         |       |      |
| Benoît Huré                          |       |      |

## Liste des conseillers généraux des Ardennes
| Canton                                 | Circ. | Conseiller général   | Etiquette | Série |
| Arrondissement de Charleville-Mézières |       |                      |           |       |
| Canton de Charleville-Centre           | 1     | Christophe Léonard   | PS        | 2008  |
| Canton de Charleville-La Houillère     | 2     | Boris Ravignon       | UMP       | 2008  |
| Canton de Flize                        | 1     | Hugues Mahieu        | PS        | 2008  |
| Canton de Fumay                        | 2     | Benoît Sonnet        | PS        | 2011  |
| Canton de Givet                        | 2     | Claude Wallendorff   | UMP       | 2008  |
| Canton de Mézières-Centre-Ouest        | 2     | Pierre Pandini       | DVG       | 2008  |
| Canton de Mézières-Est                 | 1     | Bruno François       | PS        | 2008  |
| Canton de Monthermé                    | 2     | Erick Pilardeau      | PS        | 2011  |
| Canton de Nouzonville                  | 2     | Pierre Cordier       | UMP       | 2011  |
| Canton d'Omont                         | 1     | Abelino Poletti      | UMP       | 2011  |
| Canton de Renwez                       | 2     | Gérard Drummel       | DVG       | 2011  |
| Canton de Revin                        | 2     | Dominique Ruelle     | PS        | 2008  |
| Canton de Rocroi                       | 2     | Michel Sobanska      | UMP       | 2008  |
| Canton de Rumigny                      | 1     | Patrick Demorgny     | DVD       | 2011  |
| Canton de Signy-l'Abbaye               | 1     | Elisabeth Faille     | UMP       | 2011  |
| Canton de Signy-le-Petit               | 1     | Benoît Huré          | UMP       | 2011  |
| Canton de Villers-Semeuse              | 1     | Guy Ferreira         | DVD       | 2008  |
| Arrondissement de Rethel               |       |                      |           |       |
| Canton d'Asfeld                        | 1     | Mireille Gatinois    | UMP       | 2008  |
| Canton de Château-Porcien              | 1     | Thierry Dion         | UMP       | 2008  |
| Canton de Chaumont-Porcien             | 1     | Guy Camus            | UMP       | 2008  |
| Canton de Juniville                    | 1     | Bertrand Jenin       | PS        | 2011  |
| Canton de Novion-Porcien               | 1     | Jean-François Leclet | UDI       | 2011  |
| Canton de Rethel                       | 1     | Joseph Afribo        | DVD       | 2011  |
| Arrondissement de Sedan                |       |                      |           |       |
| Canton de Carignan                     | 3     | Joseph Pluta         | DVD       | 2008  |
| Canton de Mouzon                       | 3     | Richard Wiblet       | DVG       | 2008  |
| Canton de Raucourt-et-Flaba            | 3     | Véronique Duru       | SE        | 2011  |
| Canton de Sedan-Est                    | 3     | Christian Apotheloz  | PS        | 2011  |
| Canton de Sedan-Nord                   | 3     | Rachelle Louis       | PS        | 2011  |
| Canton de Sedan-Ouest                  | 3     | Evelyne Welter       | UDI       | 2008  |
| Arrondissement de Vouziers             |       |                      |           |       |
| Canton d'Attigny                       | 3     | Noël Bourgeois       | UMP       | 2008  |
| Canton de Buzancy                      | 3     | Pierre Vernel        | UMP       | 2008  |
| Canton de Le Chesne                    | 3     | Jacques Morlacchi    | DVG       | 2008  |
| Canton de Grandpré                     | 3     | Dominique Arnould    | DVD       | 2011  |
| Canton de Machault                     | 3     | Dominique Guérin     | UMP       | 2011  |
| Canton de Monthois                     | 3     | Thierry Deglaire     | SE        | 2011  |
| Canton de Tourteron                    | 3     | Marc Laménie         | UMP       | 2011  |
| Canton de Vouziers                     | 3     | Claude Ancelme       | PS        | 2011  |